# 兔子岛
兔子岛（俄语：Заячий остров）位于涅瓦河最宽处，被涅瓦河和克容维尔科斯基海峡环绕。北面与彼得格勒岛和克容维尔科斯基岛隔水相望。

## 概况
岛长约750米，宽约400米。

## 历史
在瑞典统治时期曾被称为快乐岛(俄语：Люст-хольм(Весёлый остров))。后来改为恶魔岛(俄语：Тойфель-хольм(Чертов остров))，因为一次洪水摧毁了岛上所有的民居。圣彼得堡的第一座建筑彼得保罗要塞于1703年5月27日（儒略历1703年5月16日）在此岛奠基。建城之初，曾有一条人工开挖的水渠横贯全岛，用以提供岛上驻军的饮水。